# 34 Kirka
34 Kirka (mednarodno ime 34 Circe, starogrško starogrško Κίρκη: Kírke) je velik in temen asteroid tipa C v glavnem asteroidnem pasu. 

## Odkritje
Asteroid je odkril Jean Chacornac (1823 – 1873) 6. aprila 1855. Ime je dobil po Kirki, boginji (tudi nimfa in čarovnica) iz grške mitologije. 

## Lastnosti
Asteroid Kirka obkroži Sonce v 4,40 letih. Njegova tirnica ima izsrednost 0,109, nagnjena pa je za 5,503° proti ekliptiki. Njegov premer je 113,5 km, okrog svoje osi pa se zavrti v 12,15 urah.